# Norberto Napolitano
Norberto Aníbal Napolitano, detto Pappo (La Paternal, 10 marzo 1950 – Luján, 25 febbraio 2005), è stato un chitarrista, cantante e compositore argentino.
Nel corso della sua carriera, a partire dalla fine degli anni 1960, fece parte di numerosi gruppi musicali blues e rock argentini, Los Abuelos de la Nada, Los Gatos, Pappo's Blues, Riff.